# The Christmas Waltz
The Christmas Waltz, nota anche come Christmas Waltz, è una canzone natalizia scritta da Sammy Cahn e Jule Styne ed incisa originariamente nel 1954 da Frank Sinatra.
Il brano è diventato in seguito uno standard natalizio ed è stato inciso o eseguito da vari artisti.

## Storia
Il brano venne commissionato dallo stesso Frank Sinatra al compositore Sammy Cahn. Cahn chiese quindi una collaborazione a Jule Styne, che fu inizialmente riluttante a partecipare alla composizione.
Il brano, inciso da Sinatra, fu pubblicato come Lato B di un singolo che aveva come lato A il brano White Christmas e che uscì nel novembre 1954 su etichetta Capitol Records.
Successivamente, Sinatra incluse il brano nel suo album natalizio A Jolly Christmas from Frank Sinatra, pubblicato nel 1957. Sempre nello stesso anno, il brano venne anche pubblicato come Lato B di un singolo di Sinatra che recava come Lato A il brano Mistletoe and Holly (canzone natalizia tra i cui autori figurava lo stesso Sinatra).
Tra le prime cover del brano, figurano quelle incise da Doris Day e Peggy Lee. Lo stesso autore Sammy Cahn eseguì live il brano nel 1978.
La prima versione su singolo di The Christmas Waltz ad entrare in classifica fu quella eseguita nel 2004 da Harry Connick Jr..

## Testo e musica
Il testo descrive alcuni stereotipi della stagione natalizia, come finestre ghiacciate, candele che ardono, ecc.
Trattandosi di un valzer, il brano è a un tempo di 3/4.